# マリオパーティ100 ミニゲームコレクション
『マリオパーティ100 ミニゲームコレクション』（英: Mario Party: The Top 100）は、エヌディーキューブとシーエイプロダクションが開発、任天堂から2017年12月28日に発売されたニンテンドー3DS用ゲームソフト。マリオパーティシリーズ15作品目。アメリカでは同年11月10日、ヨーロッパでは同年12月22日に発売。

## 概要
本作は過去に発売された『マリオパーティシリーズ』のうち1作目の『マリオパーティ』から『マリオパーティ10』までの据置き機向けナンバリングタイトルに登場したミニゲームから100種類が厳選収録されており（携帯機向け『マリオパーティ』シリーズからのミニゲームは未収録）、さまざまなモードでそれらのミニゲームを楽しむことができる。また、ローカルプレイやダウンロードプレイ機能に対応しており、ソフト1本以上と人数分のニンテンドー3DSシリーズ本体があれば最大4人でローカル対戦をすることが可能。

## ゲームモード
ミニゲーム100
収録されているミニゲームを自由に選んでプレイできる、1～4人用のモード。一部のミニゲームは最初はプレイできず、ゲームの進行により解禁される。
ミニゲームアイランド
1人用モード。マップ上のマスに仕掛けられているミニゲームをクリアしながら、4つのワールドを攻略していく。amiiboに対応しており、一部のマスやゲームオーバーになったときに本体にタッチして使用することができる。
ミニゲームマッチ
1～4人用モード。サイコロを振ってボードマップを進み、「スター」を集めた数を競う。スターはマップ上の「スターバルーン」の位置まで移動して「コイン」と交換すると入手でき、設定したターン数終了時にスターをもっとも多く所持していたプレイヤーが優勝となる。
ボードマップの基本ルールは『マリオパーティ スターラッシュ』の「バルーンラッシュ」モードと似た内容で、プレイヤー全員が同時にサイコロを振り出た目だけ同時にそれぞれマスを移動する。移動後、通過したり止まったマスによって様々なイベントやミニゲームが発生する。また、アイテムを使用して自分を有利にしたり、相手の邪魔をすることができる。
かちぬきバトル
1～4人用モード。3回か5回ミニゲームをプレイし、その勝利数を競う。
デカスロン
1～4人用モード。規定のミニゲームを10種類か5種類プレイしてハイスコアをめざし、得点数を競う。ミニゲームのプレイ結果が得点に変換され、全てのミニゲーム終了時に、合計得点がもっとも多いプレイヤーが優勝となる。
コレクション
本作のBGMや歴代の『マリオパーティ』シリーズの情報などを鑑賞できるモード。
みんなでたいせん
2～4人でローカル対戦を行えるモード。

## キャラクター

### プレイヤー
本作では隠しプレイヤーキャラクターは存在しない。
- マリオ
- ルイージ
- ピーチ
- デイジー
- ワリオ
- ワルイージ
- ヨッシー
- ロゼッタ

### サポート・ライバルキャラクター
- キノピオ - サポートキャラクターとしての登場は『マリオパーティアドバンス』以来。
- キノピコ - サポートキャラクターとしての登場は『マリオパーティアドバンス』以来。

- ドンキーコング - 『マリオパーティ5』から『マリオパーティ9』までサポートキャラクターとして登場している。
- クッパ
- クッパJr.